# Zeslandentoernooi 2008 (mannen)
Het Zeslandentoernooi voor mannen van de Rugby Union in 2008 werd gespeeld tussen 2 februari en 15 maart. Titelverdediger was Frankrijk. Ierland speelde in Croke Park en niet op Lansdowne Road - waar men normaliter speelt - in verband met verbouwingen aldaar. De bezitter van Croke Park, de Gaelic Athletic Association, had de Ierse rugbybond (IRFU) het gebruik van het stadion voor 2 jaar toegestaan. Vanaf 2009 zal Ierland weer op Lansdowne Road moeten spelen.
Wales werd de winnaar van het toernooi met een grand slam, door alle wedstrijden te winnen. Zodoende veroverden ze ook de Triple Crown. Schotland won de Calcutta Cup door met 15-9 van Engeland te winnen. De Millennium Trophy ging naar Engeland na een 33-10 overwinning op Ierland.
Croke Park was het grootste stadion waarin tijdens het toernooi werd gespeeld.

## Deelnemers
De zes vaste deelnemers speelden hun thuisduels in de volgende stadions.
| Land      | Stadion            | Plaats      | capaciteit |
| --------- | ------------------ | ----------- | ---------- |
| Ierland   | Croke Park         | Dublin      | 82.500     |
| Engeland  | Twickenham         | Londen      | 82.000     |
| Frankrijk | Stade de France    | Saint-Denis | 80.000     |
| Wales     | Millennium Stadium | Cardiff     | 75.500     |
| Schotland | Murrayfield        | Edinburgh   | 67.500     |
| Italië    | Stadio Flaminio    | Rome        | 25.000     |

## Eindstand
| Land      | Wed | Win | Gel | Ver | Saldo    | +/− | Ptn |
| --------- | --- | --- | --- | --- | -------- | --- | --- |
| Wales     | 5   | 5   | 0   | 0   | 148 - 66 | +82 | 10  |
| Engeland  | 5   | 3   | 0   | 2   | 108 - 83 | +25 | 6   |
| Frankrijk | 5   | 3   | 0   | 2   | 103 - 93 | +10 | 6   |
| Ierland   | 5   | 2   | 0   | 3   | 93 - 99  | -6  | 4   |
| Schotland | 5   | 1   | 0   | 4   | 69 - 123 | -54 | 2   |
| Italië    | 5   | 1   | 0   | 4   | 74 - 131 | -57 | 2   |

## Programma

### Eerste ronde
| Datum      | Wedstrijd             | Uitslag |
| ---------- | --------------------- | ------- |
| 2 februari | Ierland - Italië      | 16-11   |
| 2 februari | Engeland - Wales      | 19-26   |
| 3 februari | Schotland - Frankrijk | 6-27    |

Wales veroorzaakte een schok door voor het eerst in 26 jaar de Engelsen op eigen bodem te verslaan.
De Ierse coach, Eddie O'Sullivan, had de eerste wedstrijd gewonnen. Een eis van de IRFU was dat de coach minstens 3 van de 5 wedstrijden moest winnen om zijn baan te behouden, die op de tocht staat sinds de World Cup 2007.

### Tweede ronde
| Datum       | Wedstrijd           | Uitslag |
| ----------- | ------------------- | ------- |
| 9 februari  | Wales - Schotland   | 30 - 15 |
| 9 februari  | Frankrijk - Ierland | 26 - 21 |
| 10 februari | Italië - Engeland   | 19 - 23 |

Tijdens de wedstrijd tegen Italië passeerde Jonny Wilkinson als tweede speler in de geschiedenis (de eerste was Neil Jenkins) de grens van 1000 punten in interlandwedstrijden.

### Derde ronde

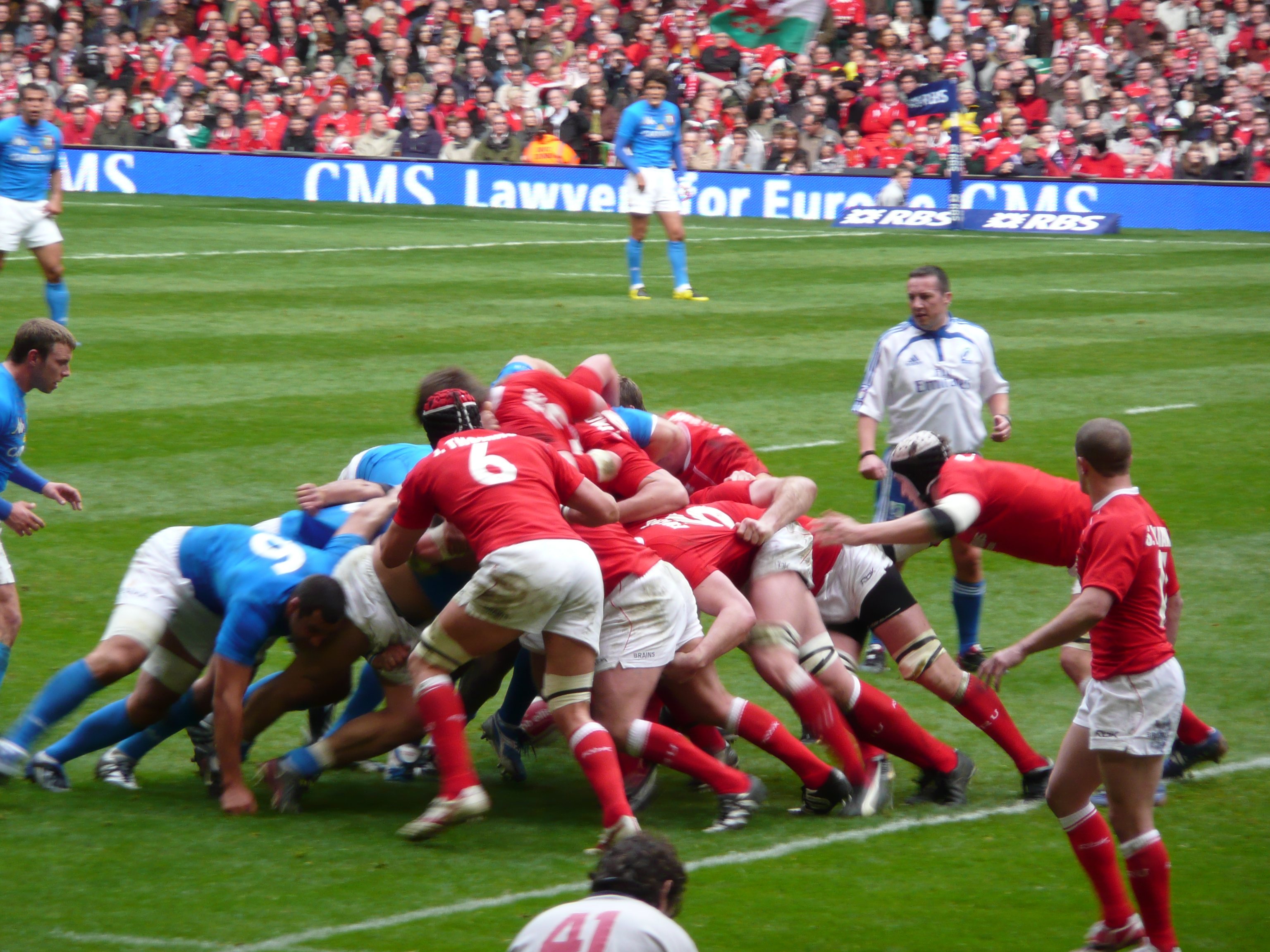
Wales thuis tegen Italië

| Datum       | Wedstrijd            | Uitslag |
| ----------- | -------------------- | ------- |
| 23 februari | Wales - Italië       | 47 - 8  |
| 23 februari | Ierland - Schotland  | 34 - 13 |
| 23 februari | Frankrijk - Engeland | 13 - 24 |

### Vierde ronde
| Datum   | Wedstrijd            | Uitslag |
| ------- | -------------------- | ------- |
| 8 maart | Ierland - Wales      | 12 - 16 |
| 8 maart | Schotland - Engeland | 15 - 9  |
| 9 maart | Frankrijk - Italië   | 25 - 13 |

Door de winst op Ierland veroverde Wales de Triple Crown.

### Vijfde ronde
| Datum    | Wedstrijd          | Uitslag |
| -------- | ------------------ | ------- |
| 15 maart | Italië - Schotland | 23 - 20 |
| 15 maart | Engeland - Ierland | 33 - 10 |
| 15 maart | Wales - Frankrijk  | 29 - 12 |

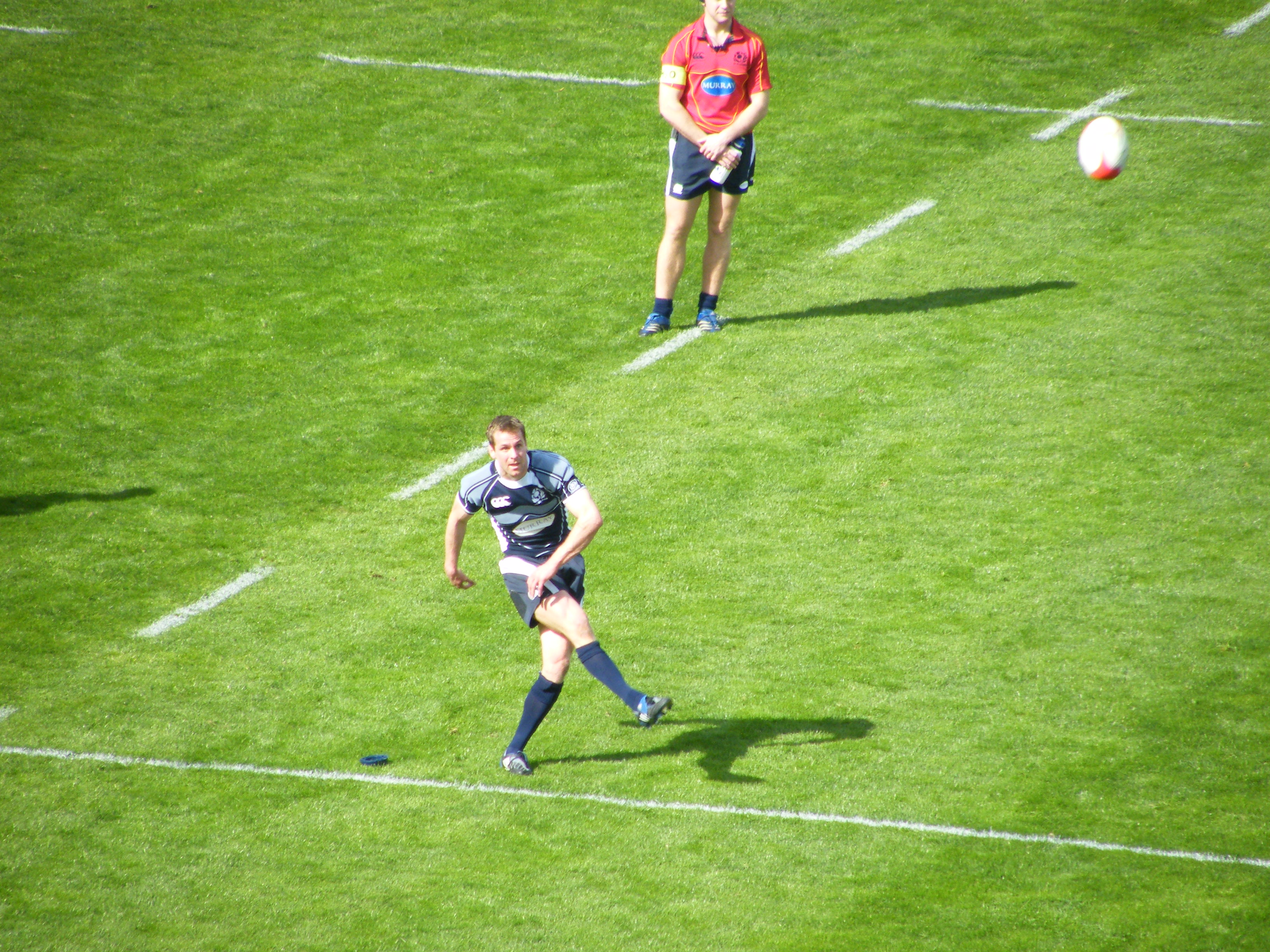
Chris Paterson neemt een penalty voor Schotland.

Wales won zijn vijfde wedstrijd, en daarmee tevens het Grand Slam.